# IC 1944
IC 1944 ist eine Spiralgalaxie vom Hubble-Typ S im Sternbild Horologium am Südsternhimmel. Sie ist schätzungsweise 515 Millionen Lichtjahre von der Milchstraße entfernt und hat einen Durchmesser von etwa 70.000 Lj.

Im selben Himmelsareal befinden sich u. a. die Galaxien IC 1948 und IC 1949.
Das Objekt wurde am 6. Dezember 1899 von DeLisle Stewart entdeckt.